# JACC: Cardiovascular Interventions
JACC: Cardiovascular Interventions (skrót: JACC Cardiovasc Interv) – amerykańskie naukowe czasopismo kardiologiczne o zasięgu międzynarodowym, wydawane od 2008. Specjalizuje się w publikowaniu prac dotyczących kardiologii interwencyjnej (inwazyjnej). Oficjalny organ American College of Cardiology.
Czasopismo należy do rodziny periodyków wydawanych przez American College of Cardiology, gdzie głównym tytułem jest „Journal of the American College of Cardiology” a tytułami specjalistycznymi są: „JACC: Basic to Translational Science”, „JACC: Cardiovascular Imaging”, „JACC: Clinical Electrophysiology” oraz właśnie „JACC: Cardiovascular Interventions”. Kwestie wydawniczo-techniczne tytułu leżą w gestii koncernu wydawniczego Elsevier.
Tematyka publikacji ukazujących się w tym czasopiśmie obejmuje cały obszar interwencyjnej (inwazyjnej) medycyny sercowo-naczyniowej. Publikowane są: badania kliniczne, które dostarczają nowych dowodów i zmieniają wytyczne dotyczące praktyki, badania eksperymentalne, które wskazują na ulepszone techniki oraz pogłębione dyskusje ekspertów na wybrane tematy.
Od chwili uruchomienia czasopisma redaktorem naczelnym (ang. editor-in-chief) był Spencer B. King – kardiolog interwencyjny związany z Emory University. Od lipca 2018 roku redaktorem naczelnym jest David J. Moliterno – profesor medycyny związany z University of Kentucky.
Pismo ma współczynnik wpływu impact factor (IF) wynoszący 9,881 (2017) oraz wskaźnik Hirscha równy 97 (2017). W międzynarodowym rankingu SCImago Journal Rank (SJR) mierzącym wpływ, znaczenie i prestiż poszczególnych czasopism naukowych „JACC: Cardiovascular Interventions” zostało w 2017 sklasyfikowane na 8. miejscu wśród czasopism z dziedziny kardiologii i medycyny sercowo-naczyniowej. W polskich wykazach czasopism punktowanych przez Ministerstwo Nauki i Szkolnictwa Wyższego publikacja w tym czasopiśmie otrzymywała w latach 2013–2016 po 45 punktów.
Artykuły ukazujące się w tym tytule są indeksowane w Medline oraz w Scopusie.